# Proconsul (formație)
Proconsul este o formație de muzică pop rock, înființată în 1999 și este prima trupă din România care câștigă trofeul Cerbul de aur în anul 2001.

## Biografie
- În 1999 devin cunoscuți, deși cântau de mult timp împreună, cu maxi single-ul de debut De la ruși….

Convinși că pot reuși pe scenă mare, își schimbă numele din “Take five” în Proconsul, și compun primele piese originale. 
Materialul care conține și piesele De la ruși…, Barosanu`se bucură de succes imediat.
- În 2000, cu piesa Cerul obțin locul 3 la festivalul de la Mamaia, secțiunea creație.

A fost o perioada în care lucrurile mergeau greu pentru formație și băieții au fost nevoiți să vândă din instrumente pentru a putea rămâne împreună (acest moment a inspirat piesa “Fără prieteni”). 
Fără știrea colegilor, Dragoș Dincă a trimis piesa la preselecție la Mamaia și, surprinzător pentru ei, se și califică.
În același an, apare albumul Tatuaj în care sunt incluse piesele Cerul, Fata cu tatuaj, De la Ruși.
- În anul 2001, Proconsul este prima trupa din România care câștigă trofeul Cerbul de aur .
- Proconsul lansează un nou album: “Mi-ai luat inima”.

Acest album a avut foarte mare succes cu single-uri că: Zbor, Mi-ai luat inima, Cerul, Despre tine, Spune-mi despre noi și s-a vândut în peste 50.000 exemplare.
- În anul 2002, Proconsul susține un recital la Cerbul de aur
- În același an 2002 Karcsi părăsește formația, locul lui fiind luat de Florin Barbu (ex. Blazzaj).

Primul concert în noua componentă a fost pe 1 Martie, la Pitești.
- În 2002, albumul “Mi-ai luat inima” se transformă în album de aur, datorită celor peste 50.000 unități vândute.

În același an, împreună cu copiii Școlii Americane, formația lansează single-ul “Mama Terra”, ocazie cu care se reeditează albumul “Mi-ai luat inima” într-o ediție specială, având această piesă bonus track.
Un album cântat cap-coadă, atât de trupa, în concert, cât și de publicul deja obișnuit cu piese bine scrise și bine cântate, 
într-o perioada în care toți membrii trupei trăiau (fiecare) o frumoasă poveste de dragoste. 
“Zbor” continuă seria baladelor cu bricheta aprinsă, “Mi-ai luat inima” și “Spune-mi despre noi” sunt puncte principale de atracție și mișcă mulțimile iar “Prima Zăpadă”, “Despre Tine” sau “Scrisoare” rămân trufandale pentru prieteni în cluburi. “Mama Terra” rămâne bonusul nedreptățit la Eurovision. Poveștile continuă…
- În 2003 apare al patrulea produs “10 Povești” iar single-ul “Nu mi-e bine fără tine” are un videoclip inedit și

prefațează un disc cu 10 povești de dragoste care se vinde și el, 
pe o piață muzicală efervescentă dar foarte piratată în peste 20.000 de unități.
- Urmează apoi în 2004 albumul “5″ care marchează cinci ani de Proconsul și cinci albume scoase.

Albumul conține numai piese de 5 stele ale celor cinci membrii și arată o maturitate componistică la care a ajuns grupul în cei 5 ani de la debut.
- În 2005 concertul “Balade. Pentru tine” susținut la Teatrul Național din București se bucură de o mare apreciere a publicului fiind urmat de un disc live” Balade. Pentru tine.

Multe premii și distincții de genul Cel mai bun grup al anului, Cea mai bună piesă a anului, Cea mai bună voce masculină a anului, 
completează palmaresul trupei, dar cel mai prețios trofeu dintre toate este dragostea arătată de fanii lor în toți acești ani, 
fani al căror număr este în continuă creștere și a căror vârstă se situează între 17-60 de ani.
Concretizarea a trei ani de muncă creativă, și nouă luni de studio, în 2007, albumul “Dă mai departe” aduce aceleași sonorități complexe și melodii frumoase-  semnătură “Proconsul”. Orchestrații de natură clasică cu full strings orchestra la “Tu”, balade, rock, 
precum și un tribut adus trupei favorite Toto (Nu plânge), toate sunt pe acest CD.
- Anul 2008 continuă ascensiunea celor de la Proconsul și începând cu vara anului 2007 când Proconsul susține o serie de 5 concerte în Italia, casa de discuri Cramps music semnează un contract de coproducție împreună cu Roton pentru albumul “Dă mai departe” și dă startul internaționalizării formației.

- Anul 2009 este anul în care basistul formației Florin Barbu pune capăt unei colaborări de 7 ani cu formația și părăsește Proconsul în urmă deciziei de a se muta împreună cu familia la Sibiu.

Despărțirea se materializează într-un concert la Cafeneaua actorilor de vară și la care au participat Berti Barbera și Karcsi. 
Concertul intitulat “Proconsul – prieteni pentru totdeauna” pune capăt unei activități de 7 ani a lui Florin la formația Proconsul dar și speculațiilor apărute cu privire la despărțirea acestuia de formație.
- Din iunie 2009 Proconsul își reîntregește formulă, cooptându-l la chitară bas pe James Alexander Lascu, un American la București!

Acesta, în vârstă de 25 de ani, de origine română dar născut în Detroit SUA, vine cu un suflu nou și cu knowhow-ul american și se integrează rapid în familia Proconsul.
Urmează pe 28 noiembrie 2009 la Sala Palatului, un concert care lansează un album nou intitulat “Sens Unic” și care face dovadă maturității formației, ajunsă la 10 ani de activitate.
- De-a lungul anilor, Proconsul a adunat multe premii și distincții dar cel mai prețios rămâne cel oferit de fanii și prietenii lor a căror medie de vârstă continuă să se modifice este dragostea lor necondiționată!
- În 2009 albumul “Sens Unic” dă ascultătorilor exact ceea ce vor să audă de la această formative. Are soundul deja cunoscut Proconsul cu influențele new, wave, havey, și pop rock ale anilor ’80.

Fanii Proconsul au apreciat acest disc care este realmente o carte de vizită pentru Proconsul. Albumul este lansat la Sala Palatului într-un spectacol producție - unul dintre primele din România care are că invitați pe Marcel Pavel și pe purtătoarea stindardului rock feminin din România- Dida Drăgan.
- Proconsul a deschis concertele unor artiști internaționali precum: Eros Ramazzotti pe 10 iulie 2010, la București, pe Stadionul "Iolanda Balaș Soter", show-ul din Capitală fiind inclus în turneul de promovare a celui mai nou album al artistului, "Ali e Radici - World Tour 2009-2010" care a debutat pe 21 octombrie, 2009 la Rimini, în Italia. Tot in 2010, pe 8 decembrie, la Sala Polivalenta din București, au deschis concertul lui Steve Vai, chitarist, compozitor, producător și vocalist, care a susținut în România un proiect nou, un concert rock-simfonic, creat special pentru publicul din România.
- In 2011 Formația Proconsul consideră că ar trebui să adune împreună pe un disc cele mai cunoscute, îndrăgite și difuzate cântece ale lor. Pe 1 decembrie, de Ziua Națională a României, ei lansează tot la Sala Palatului albumul Best of Proconsul cu o producție care a ilustrat cei 13 ani de activitate concertistică dar și 13 ani din vieltile persoanale ale membrilor formației.
- La începutul anului 2012, James, basistul formației, decide să se mute înapoi în Statele Unite și locul lui este luat de Robert Ursache.
- Pe 7 iunie 2013, la Cluj pe stadionul Cluj Arena Proconsul au participat, in deschidere, la concertul celebrei trupe rock britanice Deep Purple de pe Cluj Arena, în cadrul Cluj Arena Music Fest,
- La începutul lui ianuarie 2014, Lyuben Gordievsky, cel care l-a înlocuit cu cinste pe Raymond Vancu  (membru fondator si celalalt clăpar al formației), decide să plece în Belgia, după o minunată și îndelungată experiență în cadrul familiei Proconsul. Mulțumim, Lyuba! In locul lui vine pentru o scurta perioada Sorin Tudor pentru ca in luna martie sa li se alature, in locul acestuia, Fisa, un instrumentist foarte apreciat si un coleg si prieten cu care nu te plictisesti niciodata.
- Anul 2015 a fost un an cu multe proiecte frumoase, cu numeroase evenimente și apariții la TV și Radio. Anul a început la inspiratia momentului, cu relansarea piesei Barosanu’, în luna februarie. În martie s-au împlinit 16 ani de Proconsul (Sweet sixteen), iar aniversarea a fost sărbătorită printr-un concert memorabil la Beraria H. A urmat apoi, în aprilie, lansarea piesei și a clipului “Aici cu mine”, făcute în colaborare cu Andra și cu Ștefan Bănică Jr.
- În august s-a dat startul campaniei #UnOmMaiBun, prin care s-a dorit o schimbare a mediului în care trăim. În octombrie 2015 a fost lansată melodia “Un Om Mai Bun” și a fost filmat clipul piesei, avandu-l in rolul principal pe Dragoș Bucur (Mulțumim mult, Dragoș!). Tot în octombrie, ca parte a campaniei #UnOmMaiBun, trupa a participat la #BIGBUILD, o inițiativă marca Habitat for Humanity Romania, care și-a propus și a reușit să construiască în doar 5 zile, 8 case pentru 8 familii nevoiașe.
- Campania #UnOmMaiBun a continuat și în noiembrie, când PROCONSUL a devenit ambasador Star Of Hope în România și a ajutat la strângerea de fonduri pentru a susține educația copiilor cu dizabilități din Iași și nu numai. În decembrie, Proconsul, alături de JerryCo, a susținut un alt concert caritabil în Londra, la invitația diasporei de acolo. Banii strânși din vânzarea biletelor au fost folosiți de fundația Mereu Aproape pentru a construi case pentru familii nevoiașe.
- Videoclipul “Un om mai bun” – varianta Invictus a fost realizat cu sprijinul trupei Proconsul și este dedicat echipei ce va reprezenta România la “Invictus Games Toronto 2017”.
- Anul 2015 s-a încheiat frumos, odată cu lansarea, alături de  Connect-R, Raluka și Rucsy (Blaxy Girls), a colindului “Lumină de Crăciun”. Povestea continua…
- In anul 2016 lanseza un nou single “A mea si-a ta”, o piesa care ne aducem aminte de iubirile frumoase, de o vară, dar și de cât de greu ne era să revenim la realitate. Intre timp participa la o serie de concerte in aer liber si in salile de spectacol, in pub-uri sau la evenimente private, beneficiind de aprecierea atat a publicului larg cat si a organizatorilor de evenimente.
- In cei doi ani dinainte de pandemie (2017 - 2019), au mai imprimat un nou CD „Bun si Simplu” care reuneste toate cantecele inregistrate in aceasta perioada, dar care nu se mai regasesc pe nici un alt material. Piese ca „Arunci cu Umbra”, Visele care nu dorm”(o colaborare inedita cu UDDI si HAHAHA Production, dupa featuringul piesei #aruncicuumbra), apoi o alta colaborare cu Adi Despot(Vita de Vie) la cantecul „Ce daca ma doare”, ”Prea tarziu” cantata impreuna cu Lora, toate se ragasesc pe acest album, care a facut obiectul unui concert aniversar in mai 2019, initulat ”20 de ani de balade Pentru Tine”, gazduit de Circul Metropolitan, avandu-i ca invitati pe toti membri trecuti si actuali ai formatiei precum si solistii cu care au colaborat in cei 20 de ani sub acelasi numa, PROCONSUL.
- 2020 a fost un an, ca pentru toti ceilalti artisti, in care toata activitatea concertistica, cu mici exceptii (iunie- septembrie), a fost complet inchisa. Prin urmare, veniturile, si activitatea concertistica au fost serios afectate. Proconsul a trebuie sa se multumeasca cu aparitii online sau radio/TV care insa nu au produs, dpdv financiar. In aceste conditii, vitrege , au reusit sa scoata inca 2 cantece, ”Chemare” si ”De as fi un inger”, doua melodii scoase din fonoteca formatiei, care la vremea cand au fost lansate nu au fost bagate in seama de producator si prin urmare nici de public. De asemenea, au inceput , in timpul starii de urgenta o emisiune live ”Proconsul de seara”, unde vreme de aproape 3 luni, in fiecare seara, au pastrat legatura cu fanii, cu prietenii Proconsul, au discutat, rememorat amintiri, intamplari din viata membrilor trupei.
- Finalul anului 2020 si inceputul anului 2021 i-a gasit pe Proconsul la Bran, intr-o atmosfera optimista, datatore de speranta. Cu toate restricitiile concertistice, de la inceput de an, Proconsul pregatesc un concert aniversar in care sa povesteasca, intr-o prezentare inedita, acustica, ca muzica este sigurul antidot, panaceu universal.
- In anul 2021 Proconsul lanseaza piesa "Printre Nori"
- In luna noiembrie a anului 2022, o colaborare inedita are loc cu artistul Cabron, ca si rezultat - melodia Omul din Oglinda
- Proconsul  a colaborat pe scenă și cu artiști ca Dida Drăgan, Marcel Pavel, Monica Anghel, Luminița Anghel, Lucia Dumitrescu, Andra, Stefan Banica Jr, Francisca, BUG Mafia UDDI, LORA, precum si cu compozitori ca Mihai Alexandru, Șerban Cazan, Keo, JerryCo, si alții.

În cei 24 ani de activitate, Proconsul a lansat 11 albume, au dat numeroase interviuri și apariții la radio și TV, au avut concerte în toată țara și au parcurs zeci de mii de kilometrii! Acum era timpul să cânte și în afara granițelor țării! Și au cântat!
In 2023 Proconsul se reîntregeste cu Raymond Vancu la studioul propriu dar si ca membru fondator al formației si tot in acest an Razvan Gorcinski alege sa mearga pe un drum diferit, prin urmare din luna iulie a acestui an, Alex Dinita este tobosarul formatiei.
Un nou tribut pentru Laura Stoica. Proconsul lansează o reinterpretare a piesei “Nici o stea” alături de Sabrina Stoica.
Încă de la Festivalul Mamaia din 1990, când a câștigat premiul pentru cea mai bună interpretare, Laura Stoica a scris istorie și a fost considerată una dintre cele mai bune voci feminine rock din România. Melodia “Nici o stea” este pe buzele tuturor și în 2024, iar Proconsul reinterpretează hit-ul celebru alături de Sabrina Stoica în campania Roton 3.0, care marchează împlinirea a 30 de ani de când casa de discuri se află pe piață.
Din nou! 
Povestea continuă!

## Discografie
- De la ruși... (EP) (MediaPro Music, 1999)
- Tatuaj (Roton, 2000)
- Mi-ai luat inima (Roton, 2001; reeditat în 2002)
- 10 povești (Roton, 2003)
- 5 (Roton, 2004)
- Tu mă poți schimba (single promo) (Roton, 2006)
- Balade pentru tine (Roton, 2006)
- Dă mai departe (Roton, 2007)
- Sens unic (Roton, 2009)
- Best of Proconsul (Roton, 2011)
- No Matter What (Gonna Keep My Head Up) (Cat Music & Media Services, 2013)
- Bun și simplu - Best of, Volumul II (MediaPro Music & Universal Music România, 2018)